# 灰鏢鱸
灰鏢鱸為輻鰭魚綱鱸形目鱸亞目河鱸科的其中一種，被IUCN列為次級保育類動物，分布於美國Cumberland河及田納西河流域，體長可達12公分，棲息在岩石底質的水塘、溪流，屬肉食性，以水生昆蟲為食。